# سارگیس آراراتیان
سارگیس شاهنازار آراراتیان (ارمنی: Սարգիս Արարատյան؛ زاده ۱۸۸۶ در شکی - درگذشته ۱۹۴۳ در بخارست) سیاست‌مدار اهل ارمنستان بود که در اولین جمهوری ارمنستان پست‌های وزیر دارایی اولین جمهوری ارمنستان (۱۹۲۰–۱۹۱۹) و وزارت Minister of Social Protection (۱۹۲۰) را بر عهده داشت. آراراتیان عضو حزب فدراسیون انقلابی ارمنی بود.